# 이보 더부르

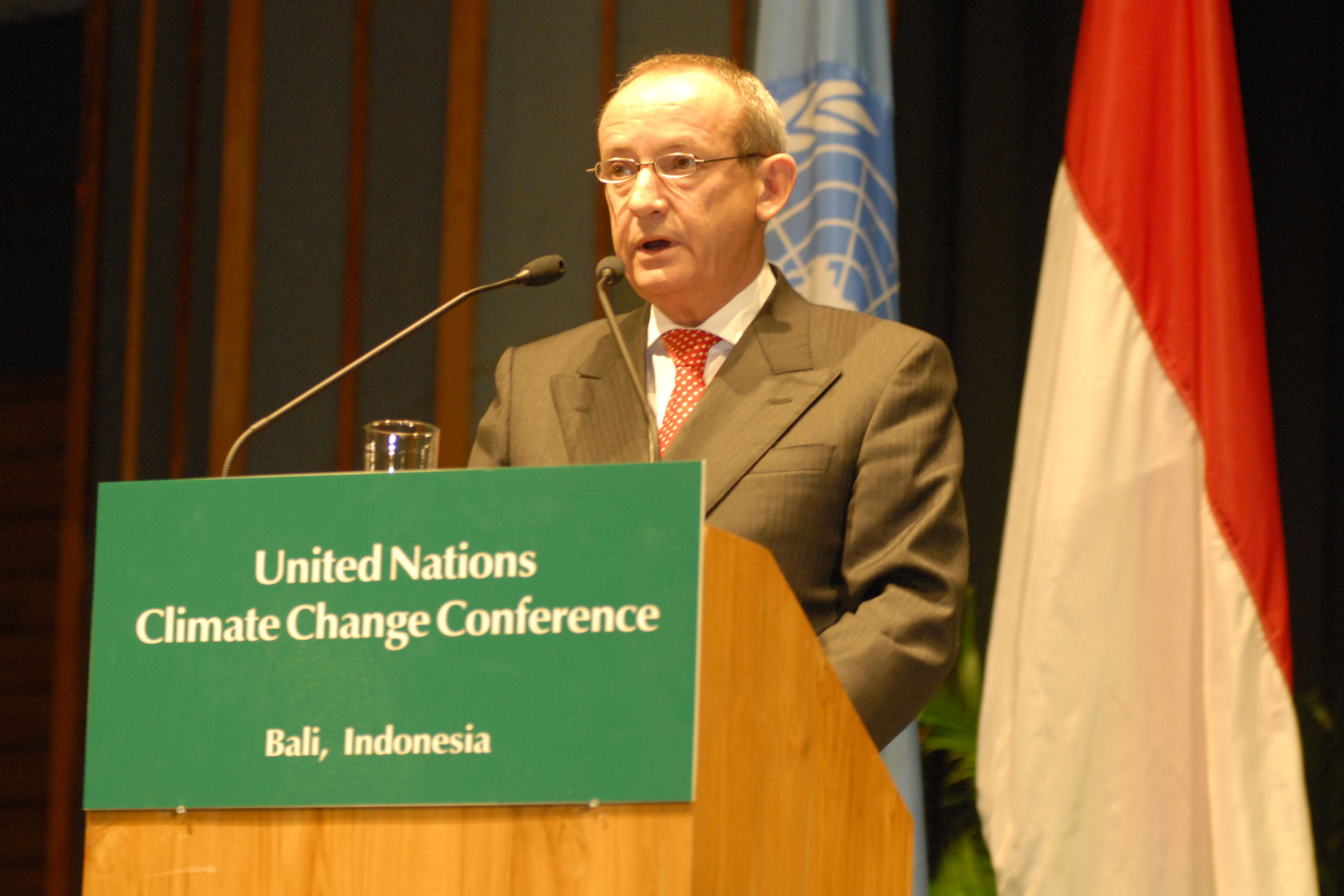
이보 더부르

이보 더부르(Yvo de Boer 1954년 6월 12일 ~ )은 네덜란드의 사회사업학자이다. 현재 글로벌녹색성장기구 사무총장이다. 2006년부터 2014년까지 유엔 지속개발위원회 부위원장을 맡기도 했다.
더부르는 1954년 6월 12일, 오스트리아 빈에서 태어났다.